# پنجاه طیف خاکستری (فیلم)
پنجاه طیف خاکستری، پنجاه طیف گری یا پنجاه سایهٔ خاکستری(به انگلیسی: Fifty Shades of Grey) یک فیلم رمانتیک درام اروتیک آمریکایی، به کارگردانی سم تیلور-جانسون و نویسندگی کلی مارسل است که براساس جلد اول رمان پرفروش و موفقی به همین نام نوشتهٔ ای.ال. جیمز ساخته شده است. داکوتا جانسون و جیمی درنان در نقش‌های آناستازیا استیل و کریستین گری به‌عنوان شخصیت‌های اصلی در این فیلم ایفای نقش می‌کنند.
پنجاه سایهٔ گری در تاریخ ۱۱ فوریهٔ ۲۰۱۵ در شصت و پنجمین جشنواره بین‌المللی فیلم برلین و در ۱۳ فوریهٔ ۲۰۱۵ اکران عمومی شده است. با وجود اینکه فیلم با واکنش‌های منفی از سوی منتقدان همراه بود، اما فروش موفقی در گیشه داشت و ۵۷۰ میلیون دلار در سراسر جهان فروش کرد در حالی که ۴۰ میلیون دلار بودجه ساخت آن بوده است، که توانست رکورد چندین فروش گیشه را از آن خود کند.
این فیلم بیشترین جایزه را در سی و ششمین دوره جوایز تمشک طلایی دریافت کرد و برندهٔ پنج جایزه از شش نامزدی از جمله بدترین فیلم (در کنار چهار شگفت‌انگیز) و هر دو نقش اصلی بازیگر مرد و زن بود. بعد از یک نمایش خاص برای طرفداران در ۶ فوریه در نیویورک، تیلور-جانسون اعلام کرد که دو فیلم بعدی هم ساخته خواهند شد و فیلم دوم با عنوان «پنجاه طیف تاریکتر» در ۱۰ فوریهٔ ۲۰۱۷، و فیلم سوم تحت نام پنجاه طیف آزاد شده در فوریه ۲۰۱۸ عرضه شدند.

## داستان
آناستازیا استیل (آنا) ۲۱ ساله، یک دانشجوی سال آخر از دانشگاه ایالتی واشینگتن در ونکوور است که با بهترین دوستش، کاترین کاوانا (کیت) زندگی می‌کند که برای روزنامه دانشجویی مطلب می‌نویسد. به خاطر یک بیماری، کیت، آنا را قانع می‌کند به جای او با کریستین گری ۲۷ ساله که یک تاجر جوان و ثروتمند و فوق‌العاده موفق است، مصاحبه کند. آنا سریعاً جذب کریستین می‌شود؛ ولی از طرفی او را ترسناک می‌بیند. در نتیجه، طی مصاحبه کریستین به او پیشنهاد می‌دهد سوالات معمول را کنار و سوالاتی دربارهٔ زندگی شخصی و روابط او بپرسد و وقتی دفتر گری را ترک می‌کند، فکر می‌کند اوضاع بد پیش رفته و برای دوستش کاری جدی نکرده است؛ اما هنگام بازگشت به منزل متوجه می‌شود پاسخ تمام سوالات به کاترین ایمیل شده است. آنا سعی می‌کند خودش را قانع کند که این دو هرگز دوباره ملاقات نمی‌کنند. فردای آن روز کریستین به بزرگ‌ترین مغازه ابزارفروشی مستقل در پورتلند که آنا آنجا کار می‌کند می‌رود. در حین خرید، آنا به کریستین می‌گوید که کیت تمایل دارد چند عکس برای مقاله‌اش از کریستین بگیرد. پس از خرید مقداری بند، روبان و نوار پلاستیکی، گری هم شماره تلفنش را به آنا می‌دهد. سپس کیت، آنا را تشویق می‌کند که به کریستین زنگ بزند و ترتیب عکسبرداری با دوستشان خوزه رودریگز را بدهد.
روز بعد خوزه، کیت و آنا برای عکاسی به هیثمن می‌روند و کریستین، آنا را برای قهوه بیرون می‌برد. کریستین می‌پرسد آیا آنا با کسی رابطه دارد، به خصوص خوزه. وقتی آنا جواب می‌دهد با کسی رابطه ندارد، کریستین از خانواده‌اش می‌پرسد. در طول مکالمه آنا متوجه مجرد بودن کریستین می‌شود؛ اما ضمناً در می‌یابد که او مرد رمانتیکی نیست. این برای آنا یک هشدار است. در هر حال آنا فکر می‌کند که به اندازه کافی برای کریستین جذاب نیست. بعد از پایان امتحانات، آنا بسته‌ای از کریستین شامل اولین نسخه کتاب «تس آو د دیربرویل» دریافت می‌کند و شوکه می‌شود. آن شب، آنا با دوستانش بیرون می‌رود و در نهایت با مستی به کریستین زنگ می‌زند. هنگامی که برای هوای تازه بیرون می‌رود و خوزه تلاش می‌کند او را ببوسد؛ ولی کریستین می‌رسد و مانع می‌شود. آنا با کریستین می‌رود؛ ولی قبلش متوجه می‌شود که کیت با برادر کریستین، الیوت، خوش می‌گذارند. بعداً، آنا در اتاق هتل کریستین از خواب بیدار می‌شود و به خاطر رفتار دیشبش توسط کریستین سرزنش می‌شود. کریستین فاش می‌کند که دوست دارد با آنا رابطه جنسی داشته باشد؛ ولی اول باید قراردادی را امضا کند.
کریستین با هلیکوپتر، آنا را به آپارتمانش می‌برد. آنجا کریستین اصرار دارد که قراردادی امضا شود تا آنا چیزی از رابطه‌شان را فاش نکند و او قبول می‌کند. کریستین قرارداد دیگری را هم ذکر می‌کند، ولی قبلش او را به اتاق بازیش می‌برد که پر از اسباب بازی‌های بی‌دی‌اس‌ام است و می‌گوید که قرارداد دوم برای سروری و بردگی است و در این رابطه هیچ عشقی نیست؛ فقط رابطه جنسی است. این قرارداد آنا را از لمس کردن یا ارتباط چشمی با کریستین منع می‌کند. در اینجا، کریستین می‌فهمد که آنا باکره است و توافق می‌کند که بدون امضای قرارداد باکرگی او را ازاله کند.
سپس با هم رابطه برقرار می‌کنند. صبح بعد، آنا و کریستین دوباره سکس دارند. مادر کریستین لحظاتی بعد می‌رسد و از دیدن آنا غافلگیر می‌شود؛ چون قبلاً فکر می‌کرده کریستین هم جنس گراست. بعداً این دو برای ناهار بیرون می‌روند و کریستین فاش می‌کند که در ۱۵ سالگی برای اولین بار با دوست مادرش رابطه داشته و آن رابطه هم سروری و بردگی بوده است (کریستین فاش می‌کند که در اولین رابطه سروری و بردگیش، برده بوده است) و اینکه رابطه‌های سروری-بردگی سابقش به خاطر ناسازگاری شکست خورده است. آن‌ها برنامه می‌ریزند که دوباره ملاقات کنند و کریستین، آنا را به خانه می‌رساند. آنا پیشنهادهای شغلی خوبی دریافت می‌کند و به کیت، افشا می‌کند که با کریستین سکس داشته است.
روزهای بعد، آنا بسته‌هایی از کریستین دریافت می‌کند. این‌ها شامل یک لپ‌تاپ برای جستجوی دربارهٔ زندگی بی‌دی‌اس‌ام و ارتباط باهم به‌علاوه نمونه جزئی‌تر قرارداد است. آن‌ها به هم ایمیل می‌دهند و بعداً برای بحث دربارهٔ قرارداد باهم دیدار می‌کنند. به خاطر ماهیت توافق بی‌دی‌اس‌ام و رابطه جنسی بدون عشق با کریستین، آنا از کریستین دور می‌شود تا اینکه در فارغ‌التحصیلی دوباره او را می‌بیند. این بار، آنا قرارداد را قبول می‌کند. دوباره سر جزئیات قرارداد بحث می‌کنند و به محدودیت‌های سخت و نرم آنا می‌رسند. برای اولین بار از کریستین کتک می‌خورد؛ این تجربه هم برای او جذاب و هم گیج‌کننده است. این گیجی با هدایای زیاد کریستین و ملاقات با خانواده او بدتر می‌شود. این رابطه ادامه میابد در حالی که آنا هنوز قرارداد را امضا نکرده است. وقتی آنا در انتشارات مستقل سیاتل شغل پیدا می‌کند، قرارداد عدم افشاسازی و رابطه پیچیده‌اش با کریستین بیشتر او را عذاب می‌دهد. تنش بین این دو، نهایتاً به جایی می‌رسد که آنا از کریستین می‌خواهد او را تنبیه کند تا بفهمد یک رابطه بی‌دی‌اس‌ام تا کجا می‌تواند پیش برود. کریستین این کار را انجام داده و او را با کمربند می‌زند. با این کار، آنا می‌فهمد با هم سازگار نیستند. در نهایت با نابودی، آنا، کریستین را ترک می‌کند و به آپارتمانش پیش کیت بر می‌گردد.

## بازیگران و نقش‌ها
- داکوتا جانسون در نقش آناستازیا استیل (آنا)
- جیمی درنان در نقش کریستین گری
- الوییز مامفورد در نقش کاترین کاوانا (کیت)،[۱۰] بهترین دوست و هم اتاقی آنا
- لوک گریمز در نقش الیوت گری،[۱۱] برادر ناتنی کریستین
- ریتا اورا در نقش میا گری،[۱۲] خواهر ناتنی کریستین
- ویکتور راسوک در نقش خوزه رودریگز،[۱۲] یکی از دوستان نزدیک آنا
- مکس مارتینی در نقش جیسون تیلور،[۱۳] محافظ کریستین
- دیلن نیل در نقش باب آدامز،[۱۴] پدرخوانده آناستازیا
- کلوم کیت رنی در نقش ریموند استیل[۱۵]
- جنیفر ایلی در نقش کارلا ویلکس،[۱۶] مادر آناستازیا
- مارسیا گی هاردن در نقش گریس ترولیان گری،[۱۷] مادرخوانده کریستین
- آرون تیلور-جانسون[۱۸]
- اندرو آیرلی در نقش کریک گری، پدرخوانده کریستین
- انتونی کونچنی در نقش پاول کلیتون، برادر صاحب مغازه کلیتون
- امیلی فوندا در نقش مارتینا
- ریچل اسکارستن در نقش آندریا،[۱۹] دستیار کریستین

## تولید
اوایل سال ۲۰۱۲، چندین استودیوی هالیوودی آمادگی خود را به نویسنده کتاب اعلام کردند تا حقوق فیلمسازی کتاب را از او کسب کنند. نهایتاً در مارس ۲۰۱۲ «یونیورسال پیکچرز» و «فوکس فیچرز» این حقوق را بدست آوردند. نویسنده، جیمز، در طول پروسه ساخت فیلم هم برای خود حقوقی کسب کرد.

### کارگردان
تا ۹ می ۲۰۱۳، استودیو در نظر داشت جو رایت کارگردانی را عهده‌دار شود؛ ولی برنامه کاری رایت این اجازه را نداد. افراد دیگری از جمله پتی جنکینز، بیل کاندن، بنت میلر و استیون سودربرگ هم مدنظر بودند. در ژوئن ۲۰۱۳، ای. ال جیمز اعلام کرد سم تیلور جانسون کارگردان فیلم خواهد بود.

### بازیگران
جیمز حس کرد انتخاب رابرت پتینسون و کریستن استوارت عجیب خواهد بود. برت ایستون الیس بیان کرد که اولین انتخاب جیمز برای نقش کریستین گری، پتینسون بوده است. ایان سامرهلدر و چیس کرافورد هم گزینه‌هایی برای نقش گری بودند. بعداً سامرهلدر گفت که اگر انتخاب می‌شد، پروسه فیلمبرداری با سریال دیگرش خاطرات خون‌آشام مشکل ایجاد می‌کرد. در ۲ سپتامبر ۲۰۱۳، ای.ال. جیمز فاش کرد که چارلی هونام و داکوتا جانسون بازیگران نقش کریستین گری و آناستازیا استیل خواهند بود. لیست بازیگران منتخب برای نقش آناستازیا شامل آلیسیا ویکاندر، ایموجن پوتس، الیزابت اولسن، شیلین وودلی و فلیسیتی جونز بود.
استودیو در اصل می‌خواست رایان گاسلینگ در نقش کریستین باشد؛ ولی او به این نقش علاقه‌ای نداشت. گرت هدلند هم مدنظر بود؛ ولی نمی‌توانست با نقش ارتباط برقرار کند. استیون امل گفت نمی‌خواهد نقش‌گری را بازی کند چون «به نظر من او چندان جالب نیست… هیچ چیز دربارهٔ او مرا جذب نمی‌کند.» هونام در ابتدا برای این کار انتخاب شد؛ ولی بعداً جلسه‌ای با مدیران استودیو گذاشت. او گفت: «خیلی کنجکاو هیجان زده بودم. پس رفتم و اولین کتاب را خواندم تا با نقشم بیشتر آشنا شوم و بیشتر تمایل یافتم که او را به تصویر بکشم. به پیشنهاد کارگردان قرار شد با داکوتا شروع به خواندن داستان کنم. به محض اینکه وارد اتاق شدیم و شروع به خواندن کردیم، فهمیدم واقعاً می‌خواهم این کار را انجام دهم. گویا یک ارتباط محسوس بین ما بود. حس خوبی داشتم.» در پاسخ به واکنش‌های منفی در انتخاب بازیگر، تهیه‌کننده دانا برونتی گفت: «در انتخاب بازیگر مسائلی فراتر از چهره نقش دارد. استعداد، در دسترس بودن، علاقه آن‌ها برای کار، ارتباط با بازیگر مقابل و غیره.»
در اکتبر ۲۰۱۳، جنیفر ایلی وارد مذاکره برای نقش مادر آناستازیا، کارلا، شد. در ۱۲ اکتبر ۲۰۱۳، یونیورسال پیکچرز اعلام کرد که هونام بخاطر برنامه‌های پیچیده سریالش به نام فرزندان آشوب، از فیلم خارج شده است. الکساندر اسکاشگورد، جیمی درنان، تئو جیمز، فرانسوا آرنود، اسکات ایستوود، لوک بریسی و بیلی مگنوسن جانشین‌های هونام بودند. نهایتاً، در ۲۳ اکتبر ۲۰۱۳، جیمی درنان انتخاب شد. در ۳۱ اکتبر ۲۰۱۳، ویکتور راسوک برای نقش خوزه رودریگز انتخاب شد. در ۲۲ نوامبر ۲۰۱۳، الوییز مامفورد نقش کیت کاوانا را گرفت. در ۲ دسامبر ۲۰۱۳، ریتا اورا بازیگر نقش خواهر کوچک کریستین گری، میا، شد. در ۳ دسامبر ۲۰۱۳، مارسیا گی هاردن، برای نقش مادر کریستین، گریس، انتخاب شد.

### فیلمبرداری
در سپتامبر، قرار شد فیلمبرداری در ۵ نوامبر ۲۰۱۳ در ونکوور، بریتیش کلمبیا آغاز شود. ماه بعد، تهیه‌کننده، مایکل دلوکا اعلام کرد که فیلمبرداری در ۱۳ نوامبر ۲۰۱۳ شروع می‌شود. عکسبرداری اصلی دوباره به تأخیر افتاد و نهایتاً در ۱ دسامبر ۲۰۱۳ شروع شد. صحنه‌ها در گستاون، ناحیه‌ای از ونکوور، فیلمبرداری می‌شدند. آسمان‌خراش بنتال ۵ به‌عنوان ساختمان تجاری گری مورد استفاده قرار گرفت. دانشگاه بریتیش کلمبیا نیز به‌عنوان دانشگاه ایالت واشینگتن، محل فارغ‌التحصیلی آنا، استفاده شد. هتل ونکوور هم به‌عنوان هتل هیثمن قرار گرفت. مراحل تولید به‌طور رسمی در ۲۱ فوریهٔ ۲۰۱۴ به پایان رسید. فیلمبرداری دوبارهٔ صحنه‌هایی بین درنان و جانسون در ونکوور طی یک هفته، از ۱۳ اکتبر انجام شد.

### موسیقی متن
نویسندهٔ کتاب، ای.ال. جیمز، اعلام کرد که موسیقی متن فیلم در ۱۰ فوریهٔ ۲۰۱۵ منتشر می‌شود.
در نتیجه، اولین ترانه به نام «آن را کسب کردم» توسط ویکند در ۲۴ دسامبر ۲۰۱۴ منتشر شد و در ۷ ژانویهٔ ۲۰۱۵ هم، آهنگ «واقعاً عاشقم باش» از الی گولدینگ منتشر شد.
| شماره | نام                                               | نویسنده(ها)     | مدت  |
| ----- | ------------------------------------------------- | --------------- | ---- |
| ۱.    | «I Put a Spell on Yo» (من تو را طلسم کردم)        | سوسومو هیراساوا | ۳:۳۰ |
| ۲.    | «Undiscovered» (کشف‌نشده)                          |                 | ۲:۵۳ |
| ۳.    | «Earned It» (آن را کسب کردم)                      |                 | ۴:۱۰ |
| ۴.    | «Meet Me in the Middle» (با من در میانه دیدار کن) |                 | ۵:۰۸ |
| ۵.    | «Love Me Like You Do» (واقعاً عاشقم باش)           |                 | ۴:۱۲ |
| ۶.    | «Haunted (Michael Diamond Remix)» (هانتد)         |                 | ۵:۰۸ |
| ۷.    | «Salted Wound» (زخم نمکی)                         |                 | ۴:۳۰ |
| ۸.    | «Beast of Burden» (هیولای سنگینی)                 |                 | ۳:۲۹ |
| ۹.    | «I'm on Fire» (من در آتش هستم)                    |                 | ۲:۳۴ |
| ۱۰.   | «Crazy in Love» (مجنون عشق)                       |                 | ۳:۴۶ |
| ۱۱.   | «Witchcraft» (جادو)                               |                 | ۲:۵۱ |
| ۱۲.   | «One Last Night» (یک شب دیگر)                     |                 | ۳:۱۹ |
| ۱۳.   | «Where You Belong» (جایی که به آن تعلق داری)      |                 | ۴:۵۷ |
| ۱۴.   | «I Know You» (من تو را می‌شناسم)                   |                 | ۴:۵۸ |
| ۱۵.   | «Ana and Christian» (آنا و کریستین)               |                 | ۳:۲۴ |
| ۱۶.   | «?Did That Hurt» (درد داشت؟)                      |                 | ۲:۵۴ |

## عرضه
در فوریهٔ ۲۰۱۳، مدیر یونیورسال، آدام فوگلسون دربارهٔ عرضهٔ این فیلم گفت: «احتمال دارد ما تابستان آینده آمادهٔ عرضهٔ این فیلم باشیم.» استودیو ابتدا ۱ اوت ۲۰۱۴ را برای عرضه اعلام کرد؛ ولی در هر حال، در نوامبر ۲۰۱۳، ۱۳ فوریهٔ ۲۰۱۵ برای روز ولنتاین روز انتشار این فیلم شد.
فیلم‌نامه‌نویس بیان کرده انتظار دارد این فیلم رده آن سی-۱۷ (برای افراد بالای ۱۷ سال) را کسب کند؛ اگرچه برونتی، تهیه‌کنندهٔ فیلم، این گفته را تأیید نکرد.
دی لوکا گفت که این فیلم ردهٔ آر (افراد زیر ۱۷ سال نیازمند حضور بزرگسالان هستند) را خواهد داشت. طبق پیش‌بینی‌ها در ۵ ژانویهٔ ۲۰۱۵، انجمن سینمایی آمریکا رده آر را به‌خاطر «وجود محتوای جنسی قوی شامل دیالوگ‌ها، رفتارهای غیرمعمول و تصاویر عریان و بخش زبانی» به این فیلم داد.

### بازاریابی

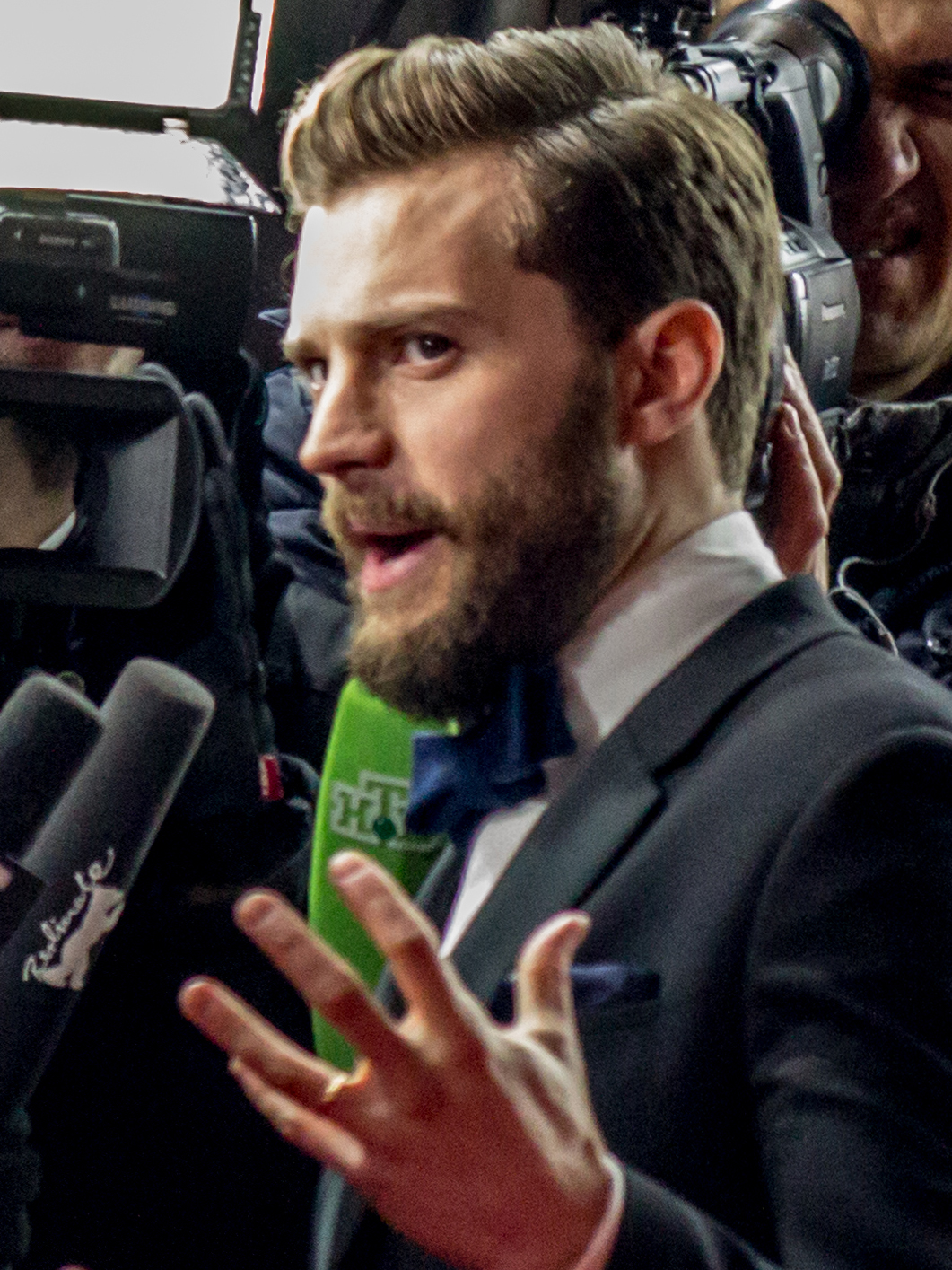
جیمی درنان در افتتاحیهٔ فیلم در برلین ۲۰۱۵

در ۲۵ ژانویهٔ ۲۰۱۴ بیش از یک سال قبل از انتشار، یونیورسال عکسی با عبارت «آقای گری الآن با شما ملاقات خواهد کرد» را در پنج منطقه در سرتاسر آمریکا پخش کرد. در ۱۴ فوریهٔ ۲۰۱۴، اولین عکس جانسون در نقش آنا پخش شد. در ۱۸ ژوئن ۲۰۱۴، حساب اصلی توییتر فیلم عکسی از درنان در نقش کریستین در افتخار تولد کریستین، پخش کرد.
در ۹ ژوئیه ۲۰۱۴، نویسنده کتاب ای.ال. جیمز در توییتر گفت که اولین تریلر فیلم در ۲۴ ژوئیه ۲۰۱۴ پخش خواهد شد. بیانسه پنج روز قبل از پخش تریلر یک تیزر برای تریلر در حساب اینستاگرم خود عرضه کرد. در ۲۴ ژوئیه جانسون و درنان در برنامه امروز به ارائه بخشی از تریلر فیلم برای تلویزیون شرکت کردند. تریلر کامل، که شامل سکانس‌های جلف تر فردای آن روز در اینترنت پخش شد. تریلر دارای ورژن جدیدی از آهنگ مجنون عشق بیانسه بود. تریلر ۳۴٫۴ میلیون مرتبه تا یک هفته بعد از پخشش (۲۴ ژوئیه) دیده شد. این بیش‌ترین بازدید از تریلر در سال ۲۰۱۴ در یوتیوب بود، تا اینکه تریلر فیلم انتقام‌جویان: عصر اولتران پخش شد. هر چند تا اواسط دسامبر به ۹۳ میلیون بیننده رسید و دوباره در سال ۲۰۱۴ اول شد. تریلر فیلم در اولین هفته از پخشش در شبکه‌ها و وب‌سایت‌های متفاوت، بیش از ۱۰۰ میلیون بیننده داشت، که تبدیل به بزرگ‌ترین تریلر تاریخ شد. تا فوریهٔ ۲۰۱۵، به‌تنهایی در وبگاه یوتیوب بیش از ۱۹۳ میلیون بازدید داشت. تریلر دوم در ۱۳ نوامبر ۲۰۱۴ پخش شد. تریلر سوم نیز در بین مسابقه فینال فوتبال آمریکایی در تاریخ ۱ فوریهٔ ۲۰۱۵، به نمایش درآمد.
فیلم از طریق یک کمپین تبلیغاتی گسترش یافت که از مردم می‌پرسید آیا «کنجکاو» هستند. نیک کارپو، رئیس بخش توزیع داخلی یونیورسال گفت: «کمپین ما به مردم اجازه داد تا فیلم را ببینند. ولنتاین یک روز مهم برای زوج‌ها و یک رویداد بزرگ برای روابط است. این تاریخ به ما اجازه می‌دهد از قسمت عاشقانه ماجرا استفاده کنیم.»

### بحث رده‌بندی
رده R فیلم موضوع انتقادهای وسیعی شد. گروه نگهبانی مخالف پورنوگرافی اخلاقیات در رسانه اعتراض کرد که این رده «شدیداً پس زمینه‌های خشن این فیلم را نادیده گرفته و به اندازه کافی به والدین و بزرگسالان دربارهٔ محتوای این فیلم اطلاعات نمی‌دهد.» آن‌ها هم چنین گفتند که انجمن سینمایی آمریکا با ندادن رده NC-17 به این فیلم، خشونت جنسی را تشویق کرده‌اند.

### دزدی هنری
در ۱۴ فوریهٔ ۲۰۱۵، در مدت نمایش فیلم، نسخهٔ غیرقانونی و بی‌کیفیت فیلم در سایت‌های غیرقانونی گذاشته شد و بیش از ۲۹۸۰۳۷ بار در طی سه روز توسط کاربران دانلود شد. بیشتر این کاربران از آمریکا با ۴۴۸۹۶ بار دانلود بودند و بعد از آن بریتانیا با ۳۳۸۳۹ بار، هند با ۱۹۲۹۸ بار و فیلیپین با ۱۶۹۵۲ بار دانلود قرار داشتند.

## بازخورد

### باکس آفیس
فیلم تا تاریخ ۲۱ فوریهٔ ۲۰۱۵، در آمریکا و کانادا ۱۳۰٫۱ میلیون دلار و ۲۸۰٫۵ میلیون دلار فروش جهانی داشت و در مجموع ۵۷۰ میلیون دلار فروخت.

#### پیش فروش
فروش بلیت‌ها از ۱۱ ژانویهٔ ۲۰۱۵ در ایالات متحده آغاز شد.
طبق گزارش سایت فروش بلیت، فاندانگو، پنجاه سایه گری در تاریخ ۱۵ ساله این سایت رکورد سریعترین فروش فیلم رده آر را زد. همچنین رکورد بزرگ‌ترین اول هفته فروش بلیت در فاندانگو برای فیلمی مستقل را از بازی‌های گرسنگی گرفت. تقاضای وسیع برای این فیلم، سینماداران سراسر آمریکا را تشویق کرد تا زمان‌های نمایش جدیدی اضافه کنند. چند هفته قبل از عرضه فیلم، چندین کارشناس باکس آفیس فروش ۶۰ میلیون دلاری در چهار روز افتتاحیه را برای این فیلم تخمین زدند.

#### فروش سینمایی
پنجاه سایه گری در آمریکای شمالی هم‌زمان با کینگزمن: سرویس مخفی در روز پنج‌شنبه ۱۲ فوریهٔ ۲۰۱۵ در ۲۸۳۰ سینما اکران شد و روز بعد این تعداد سینما به ۳۶۴۶ رسید. این بزرگ‌ترین افتتاحیه برای یک فیلم رده «آر» است. در نمایش روز پنج‌شنبه، فیلم ۸٫۶ میلیون دلار فروش داشت که بیشترین فروش یک فیلم شبانه در فوریه و بیشترین فروش فیلم شبانهٔ یونیورسال است. در روز افتتاحیه این فیلم رتبه اول باکس آفیس را با فروش ناخالص ۳۰٫۲ میلیون دلار (شامل پیش نمایش پنج شنبه شب) از ۳۴۶۴ سینما کسب کرد و رکورد زد. در طی سه روز افتتاحیه، فیلم رتبه اول باکس آفیس را با کسب ۸۵ میلیون بدست آورد و رکورد بزرگ‌ترین سود ناخالص روز ولنتاین (رکورد قبلی برای روز ولنتاین) و بزرگ‌ترین سود ناخالص روز رئیس‌جمهور، بزرگ‌ترین هفته افتتاحیه برای فیلمی به کارگردانی یک زن (رکورد قبلی برای گرگ‌ومیش)، بزرگ‌ترین هفته افتتاحیه برای فیلمی منتشر شده در فوریه، رتبه سوم بزرگ‌ترین هفته افتتاحیه برای یونیورسال و رتبه چهارم افتتاحیه فیلم رده آر تمام دوران‌ها را بدست آورد. ۸۲٪ مخاطبان در روز افتتاحیه و ۶۸٪ مخاطبان روز ولنتاین زن بودند.
خارج از آمریکا و کانادا، تحلیل‌گر باکس آفیس فروش ۱۵۸ میلیونی افتتاحیه را تخمین زد. در ۱۱ فوریه فیلم در ۴ مارکت و روز بعد در ۳۴ مارکت منتشر شد. در کل فیلم در ۵۷ مارکت جهانی در روز سوم نمایش داده شد و در ۵۶ مارکت از ۵۷ مارکت، رتبه ۱ را کسب کرد. (به استثنای هونگ کونگ). این فیلم در ۲۵ مارکت رکوردهای روز افتتاحیه را برای یونیورسال زد و در ۳۴ کشور رتبه‌های افتتاحیه رده «R» را زد. در کل از لحاظ بین‌المللی توانست اجرای به شدت خوبی داشته باشد. به‌طور تخمینی ۱۵۸ میلیون دلار از ۵۸ مارکت جهانی را کسب کرد و در بین ۵۵ مارکت از ۵۸ تا، رتبه ۱ را گرفت که این بزرگ‌ترین افتتاحیه بین‌المللی سال ۲۰۱۵، رتبه دوم بزرگ‌ترین هفته جهانی یونیورسال و بزرگ‌ترین هفته افتتاحیه فیلم رده آر است. سه مارکتی که در آن‌ها، فیلم رتبه یک را کسب نکرد، سنگاپور، هونگ کونگ و تایلند بودند که رده اول برای کینگزمن: سرویس مخفی بود. روز یکشنبه، ۱۴ فوریه، فیلم فروش ۵۵٫۱ میلیون دلاری داشت که بیشترین سود ناخالص یونیورسال در یک روز در باکس آفیس جهانی است. برترین افتتاحیه‌ها در بریتانیا و ایرلند (۲۱٫۱ میلیون دلار)، آلمان (۱۵٫۲ میلیون دلار)، فرانسه (۱۲ میلیون دلار)، روسیه (۱۰٫۵ میلیون دلار)، ایتالیا (۹٫۱ میلیون دلار)، برزیل (۸٫۹ میلیون دلار)، استرالیا (۸٫۱ میلیون دلار)، مکزیک (۸٫۱ میلیون دلار) و اسپانیا (۷٫۹ میلیون دلار) بودند.

### بازخورد منتقدان
این فیلم غالباً انتقادهای منفی دریافت کرد. وبسایت راتن تومیتوز گزارش کرد که ۲۷ درصد نقدها برای این فیلم مثبت بوده و در بین ۱۴۸ نقد به‌طور متوسط رتبه ۴٫۲/۱۰ را کسب کرد. نظر عمومی سایت این بود: «در حالی که خلاقیت فیلم نسبت به کتابش بیشتر بود، پنجاه سایه گری یک تجریه سینمایی چندان رضایت بخش نیست.» متاکریتیک نسبت به نقدها از ۱۰۰ نمره ۴۶ را به فیلم داد. در نظرسنجی سینما اِسکور که در هفته نخست نمایش انجام شد، مخاطبان سینمایی از رده ای+ تا اف، به فیلم رده سی+ دادند.
الیزابت ویتزمن از نیویورک دیلی نیوز، کارگردانی و فیلم نامه و اجرای جانسون را ستود. در هرحال، از اجرای درنان، حس بین بازیگران اصلی و بازیگران دیگر تعریف کمتری کرد و بیان کرد از آن‌ها «به اندازه کافی استفاده نشده است.» او فیلم را به خاطر وابستگی ماهیتی به منبعش و روش کارگردان برای ایجاد تعادل ستود. در گاردین، جوردن فامن به فیلم ۳ ستاره از ۵ داد و نوشت «این نمایش اقتباسی هنوز توانسته دربارهٔ افراد باشد و حتی کمی شیرین باشد.» و اینکه صحنه‌های سکس «برای پیش‌برد داستان هستند و تنها افراد کوته فکر از آن‌ها شوکه می‌شوند.» لیزا شوارتزبم از انترتینمنت ویکلی به فیلم بی- داد و نوشت «این راه کاملاً نرمال استفاده از اروتیکا نشان می‌دهد که فیلم پنجاه سایه گری یه عنوان یک سرگرمی خانگی بهتر نتیجه می‌دهد؛ وقتی هر بیننده صحنه خسته‌کننده صحبت دربارهٔ پیانو زدن کریستین را رد کند و روی صحنه درآوردن شلوار او مکث کند.» در نقد مثبت تلگراف، رابی کالین فیلم را «سکسی، بامزه و خوداگاه به هر روشی که کتاب اصلی نیست» نامید.
مارسلو هسل از املت فیلم را یک "پورن کوچک برای خانواده" و "فیلمی بیشتر کمدی وار تا رمانتیک، البته ندانسته" نامید. کلاودیا پویگ از یو اس ای تودی نوشت که "دیالوگ‌ها خنده دار است، سرعت فیلم کسل‌کننده است و اجراها تکراری است." مویرا مک دونالد از د سیاتل تایمز نوشت که "فیلم پنجاه سایه گری به بدی کتابش نیست؛ ولی چندان خوب نیست." رئیس انتقاد فیلم گاردین، پیتر بردشاو به فیلم ۱ ستاره از ۵ ستاره داد و آن را "خوش ذوق‌ترین و بهترین ترسیم از سادومازوخیسم در تاریخ سینماً با اجراهای "کاملاً سوپی" نامید.

### سانسور
قرار بود فیلم در ۱۲ فوریه ۲۰۱۵ در مالزی عرضه شود، ولی بعداً نمایشش ممنوع شد. این فیلم شرایط مندرج در کمیته سانسور فیلم مالزی را رعایت نمی‌کند و مالزی آن را بسیار «غیرطبیعی» و «آزارگرانه» خواند. مدیر کمیته سانسور فیلم مالزی، عبدل حلیم عبدل حمید، گفت پنجاه سایه گری «بیش از اینکه یک فیلم باشد، پورنو است.»
در فیلیپین، بعد از اعتراض گروه‌های مختلف مذهبی، قرار شد صحنه‌های سکس سانسور شوند.

### دادخواهی یونیورسال پیکچرز
در ژوئن ۲۰۱۲، کمپانی پورنوگرافی اِسمَش پیکچرز اعلام کرد قصد دارد یک ورژن پورنو از سه‌گانه پنجاه سایه یا نام پنجاه سایه گری: یک اقتباس سه اکس بسازد. تاریخ عرضه ۱۰ ژانویهٔ ۲۰۱۳ مشخص شد. در نوامبر ۲۰۱۲، یونیورسال که حقوق فیلم را کسب کرده بود، یک دادخواهی علیه اسمش پیکچرز پر کرد.
این دادخواهی به دنبال حکم منع برای تمام سود حاصل از فروش فیلم به‌علاوه دریافت خسارت بود و بیان می‌کرد که «یک کار پورنوی سریع و بی‌ارزش، با مسموم کردن آگاهی عمومی، ضرر جبران‌ناپذیری به سه‌گانه پنجاه سایه و فیلم‌های آینده یونیورسال می‌زند.» اسمش پیکچرز با طرح مسئله ادعای متقابل پاسخ داد و بیان کرد که تقریباً تمام موضوعات پنجاه سایه، بخشی از مالکیت عمومی است؛ زیرا این داستان در اصل در حوزه‌های مختلف به‌عنوان فن فیکشنی بر اساس داستان‌های «گرگ و میش» چاپ شده است. یکی از وکلای اسمش بعداً گفت که حقوق فدرال ثبت‌شده برای کتاب‌ها "نامعتبر و غیرقابل اجرا بوده و این‌که فیلم "هیچ حقی یا قوانین فروش را زیرپا نگذاشته است." نهایتاً دادخواهی با مقدار پول تمام شد و اسمش پیکچرز قبول کرد که تولیدات فراترِ فیلمش را متوقف کند.

### نگرانی آتش‌نشانی
آتش‌نشانی لندن می‌گوید نگران این است که با اکران فیلم پنجاه طیف گری تماس با تلفن اضطراری آتش‌نشانی افزایش قابل توجهی پیدا کند. آتش‌نشانی لندن نگران است که اکران این فیلم باعث افزایش تماس مردم برای مواردی مثل بازکردن دستبند یا بیرون آوردن و جدا کردن اسباب‌بازی‌های جنسی شود.

## دنباله‌ها
در آوریل ۲۰۱۵، هالیوود ریپورتر گزارش کرد که همسر ای.ال. جیمز، نایل لئونارد، نویسندگی فیلم‌نامه دنباله این فیلم را برعهده خواهد داشت. در همان ماه، در انجمن ملی صاحبان سینما در لاس وگاس، یونیورسال اعلام کرد که فیلم پنجاه طیف تاریکتر در ۱۰ فوریهٔ ۲۰۱۷ و پنجاه طیف آزادی در ۹ فوریهٔ ۲۰۱۸ اکران خواهند شد. اما در هیچ‌یک از این دو فیلم، سم تیلور جانسون کارگردانی کار را عهده‌دار نخواهد شد. در ۲۰ اوت ۲۰۱۵، کارگردان مجموعه تلویزیونی خانه پوشالی، جیمز فولی، به‌عنوان کارگردان، دنبالهٔ کار انتخاب شد. در نوامبر ۲۰۱۵، استودیوهای یونیورسال اعلام کردند که هر دو فیلم به دنبال هم ساخته خواهند شد.

## تقلید کمدی
نسخه طنز فیلم، با عنوان پنجاه طیف بلک، در ۲۹ ژانویهٔ ۲۰۱۶ در آمریکای شمالی منتشر شد. این فیلم به کارگردانی مایکل تایداس و نویسندگی مارلون وینز و ریک الوارز است. وینس نقش کریستین سیاه، و کالی هاوک نقش آناستازیا استیل را بازی کرده‌اند. این فیلم در آلمان توسط اسکواروان اینترتینمنت و در آمریکا توسط اپن رود فیلمز عرضه شد. آی ام گلوبال تهیه کنندگی، امور مالی و عرضه جهانی کار را عهده‌دار شد. از دیگر بازیگران کار می‌توان به افیون کرکت، مایک اپس، جین سیمور و فرد ویلارد اشاره کرد. فیلم‌برداری از ۱ اوت ۲۰۱۵ در لس آنجلس با بودجه ۵ میلیون دلاری انجام شد.